# Rajna-vidéki körzet

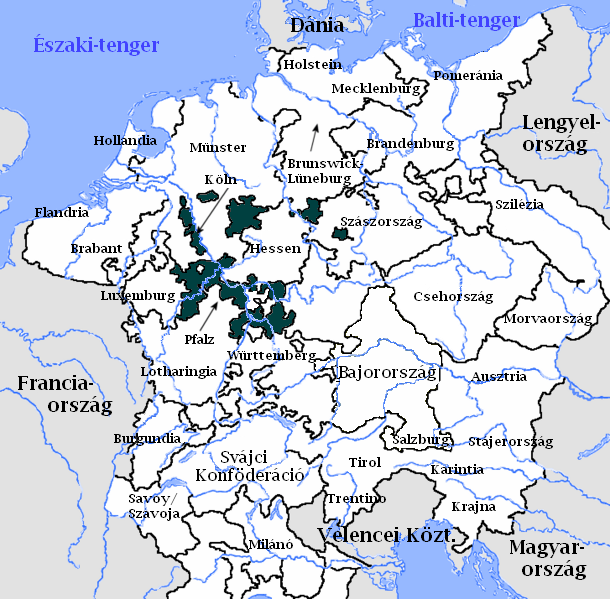
A Rajna-vidéki körzet térképe

A Rajna-vidéki körzet (németül: Kurrheinischer Reichskreis) a Német-római Birodalom tíz körzetének egyike. 1512-ben hozta létre I. Miksa császár az 1495-ben a wormsi birodalmi gyűlésen megszavazott reformok jegyében. A körzetek mindegyike védelmi, adózási valamint képviseleti szerepkört töltött be. A Rajna-vidéki körzet a reform által életre hívott első hat körzet után 12 évvel jött létre. 
Ennek a körzetnek a létrehozásában nagy szerepet játszott az, hogy több választófejedelem birtoka is itt koncentrálódott. Ezek neveit tartalmazza az alábbi táblázat.
| Név            | Államforma           | Megjegyzés                                             |
| -------------- | -------------------- | ------------------------------------------------------ |
| Aremberg       | Hercegség            |                                                        |
| Beilstein      | Uradalom             |                                                        |
| Köln           | Érsekség             | Választófejedelemség                                   |
| Koblenz        | Ballei               | A Német Lovagrend birtokainak adminisztrációs területe |
| Alsó-Isenburg  | Grófság              |                                                        |
| Mainz          | Érsekség             | Választófejedelemség                                   |
| Pfalz          | Választófejedelemség |                                                        |
| Rheineck       | Várgrófság           |                                                        |
| Thurn és Taxis | Grófság              |                                                        |
| Trier          | Érsekség             | Választófejedelemség                                   |